# 大观茶园

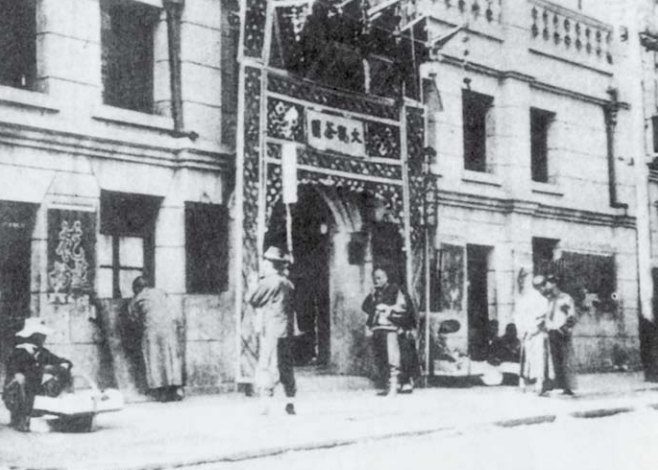
民国时期的大观茶园

大观茶园是一座位于中国辽宁省沈阳市和平区北市场宜春里和平康里的评剧剧场，也是沈阳最早的剧场之一。该建筑目前是辽宁省文物保护单位，但剧场内用于演出的固定设施已拆除。

## 历史
大观茶园起初为大棚式木结构，由北市场商人何福臣、李震阳等人筹建并完工于1920年。在开业之初，大观茶园曾由于发生命案遭到封禁。而后在奉系军阀首领吴俊升斡旋下，大观茶园接触封禁并重新开业。1934年，由马洪原牵头将原木制结构大棚的落子园改造为二层砖木结构大楼并设座800个，以运营奉天落子戏院为主并兼营电影。此后几年，大观茶园逐渐成为为山海关外评剧曲艺发展的中心。1948年后，大观茶园几经改名最终定名为辽宁青年剧场。